# 没有规则！
没有规则！（英語：No Rules!）是芬兰以其艺名“Windows95man”而著称的视觉艺术家泰穆·凯斯泰里的歌曲。歌名源自凯斯泰里对生活的态度：对任何事情无需太认真。歌曲由亨里·皮斯帕宁、尤西·罗伊内（Jussi Roine）和凯斯泰里作词作曲，并在2024年1月16日发行。
该歌曲代表芬兰参加2024年歐洲歌唱大賽。该歌曲曾在芬兰排行榜上位居过第六名。